# Дочинець Мирослав Іванович
Мирослав Іванович Дочинець (нар. 3 вересня 1959, м. Хуст Закарпатської області) — український письменник та журналіст. Член Асоціації українських письменників (з 2003 року).

## Життєпис
Народився в родині вчителів. Батько Іван Юрійович закінчив із відзнакою філософський факультет Київського університету, але мусив учителювати в школі-інтернаті й ПТУ, оскільки відбув шість років ГУЛАГу за націоналізм. Мати викладала географію.
Друкуватися почав з шостого класу в дитячих виданнях. Був переможцем конкурсів юних літераторів.
1977 року вступив на факультет журналістики Львівського університету. Під час навчання був членом редколегії університетської багатотиражної газети «За радянську науку», згодом — редактором газети «Джерела». Професійну журналістську роботу розпочав 1982 року в газеті «Молодь Закарпаття».
1990 року заснував у Мукачеві газету «Новини Мукачева». У цей час також працював власним кореспондентом газет «Карпатський край», «Срібна земля», «Фест». Друкувався у всесоюзних та республіканських часописах «Комсомольская правда», «Известия», «Україна», «Людина і світ», «Ранок», «Радянська жінка», «Літературна Україна», «Молодь України».
1998 року заснував у Мукачеві видавництво «Карпатська вежа», у якому як головний редактор і директор підготував і видав упродовж п'яти років понад 100 видань.
Одружений, має дітей, внуків. Вирощує фруктовий сад із близько 200 дерев, різні сорти винограду. Спорудив два будинки: один для сім'ї, а другий — для творчості. «… Щоб час від часу усамітнюватися, писати там і бути ближчим до природи… А ще для того, щоб можна було приймати там своїх дітей і онуків. У мене немала родина!»

## Звання, премії
- Національна премія України імені Тараса Шевченка 2014 року — за романи «Криничар. Діяріюш найбагатшого чоловіка Мукачівської домінії» та «Горянин. Води Господніх русел»[2]
- 1998 — звання «Журналіст року Закарпаття».
- 2004 — лауреат Міжнародної літературної премії «Карпатська корона».
- 2012 — відзнака «Золотий письменник України»[3].
- 2016 — лауреат премії «Українська книжка року» у номінації «За видатні досягнення у галузі художньої літератури» за видання «Синій зошит. Аркуші днів світящих» та «Лад».[4]

## Творчість
Автор книг:
- «Гірчичне зерно» (1989),
- «Оскал собаки» (1991),
- «Мукачево і мукачівці» (1994),
- «Мункачі з Мукачева» (1995),
- «Роса на фігових листках» (1995),
- «Він і вона» (1996),
- «Дами і Адами» (2002),
- «Гра в ляльки. Жіночі історії» (2003),
- «Куфрик з фіглями» (2003),
- «Карпатський словоблуд» (2004, у співавторстві),
- «Енциклопедія Мукачева в іменах» (2006, у співавторстві з Василем Пагирею) та інших.
- «Руки і душа та інші невигадані жіночі історії» (2011), ISBN 966-8269-06-3
- «Многії літа. Благії літа. Заповіді 104-річного Андрія Ворона — як жити довго в щасті і радості» (2010, книжка ввійшла до шістки найпопулярніших видань за рейтингом «Книжка року-2010»)
- «Хліб і шоколад» (2011), ISBN	966-0585-30-2
- «Вічник. Сповідь на перевалі духу» (2012, Книга висунута НСПУ (2011 р.) на здобуття Національної премії Т. Г. Шевченка)
- «Бранець Чорного лісу» (2012)
- «Криничар» (2012)
- «Горянин. Води Господніх русел» (2013)
- «В'язень замку Паланок» (2013)
- «Лис. Віднайдення загублених слідів» (2013)
- «Світован. Штудії під небесним шатром» (2014)
- «Синій зошит» (2015-2022)
- «Книга духовної мудрості» (2015-2022, упорядник)
- «Книга надиху. Уроки світу, Неба і людей» (2015-2022)
- «Зряче перо. Роман із аркушем»(2017)
- «Світильник слова: книга життя. Життя книги» (2017)
- «Світло семи днів» (2018)
- «Збирання попелинок» (2019)
- «Діти папороті» (2020)
- «Золотий час. Одкровення карпатського знатника» (2020)
- «Розрада-гора. Під Вороновим крилом» (2021)
- «Різнотрав'я. Гербарій саду життя» (2022)
- «Чарунки днів. Книга спостережень» (2023)
- «Ескізи на павутинні» (2023)
- «Федорцьо, приятель сердечний» (2023)
- «Вік і лік. Рецепти на всяку оздоровчу потребу від карпатського знатника Андрія Ворона» (2024)
- «Пастух цвіркунів» (2024)
- «Івашко-незнашко і Ум-гора» (2024)
- «Запашні історії» (2025)

Про свою творчість Дочинець каже таке: «Кожного разу, починаючи книгу, до кінця я навіть не знаю, чим вона закінчиться. Чесне слово! Я живу серед своїх героїв, вони ведуть мене за собою та щоразу чогось вчать. Тобто кожен роман — це конспект певного духовного піднесення».
Часто порівнюваний із бразильським письменником Пауло Коельйо. Сам Дочинець запевнив, що змирився із цим порівнянням. «Хоча, на мій погляд, порівняння — це завжди смішно. Тим більше, у світі творення, де кожна людина настільки індивідуальна!»
Що ж до враження від творчості бразильця Дочинець сказав: «Я не знайшов там риси, які мушу знайти у кожній книзі… Це ж такий собі легкостравний літературний коктейльчик із різних вчень, релігій та духовних систем. І все це упаковано в якусь таку пригодницьку історійку для дуже посереднього читача».